# Liste der aktuellen Stadien der National Football League
Die Liste der aktuellen Stadien der National Football League bietet eine Übersicht über alle derzeit von den Mannschaften der National Football League im Spielbetrieb genutzten Stadien.
Jedes Team verfügt über eine als Heimstadion deklarierte Spielstätte. Das MetLife Stadium wird von den New York Giants sowie den New York Jets und das SoFi Stadium von den Los Angeles Rams sowie den Los Angeles Chargers als Heimstadion genutzt. Bis 2015 bestand die sogenannte Blackout-Regel. Danach durfte das jeweilige Spiel in einem Umkreis von 75 Meilen um den Heimatmarkt nicht im Fernsehen gezeigt werden, wenn nicht alle Tickets verkauft wurden. Deshalb wurden keine Stadien mit mehr als 80.000 Sitzplätzen errichtet. Als Untergrenze gilt eine Kapazität von 50.000 Plätzen.
Neben den Heimstadien gibt es weitere Spielorte, die im Rahmen der NFL International Series sowie des Hall-of-Fame-Game genutzt werden.
2020 wurden mit dem SoFi Stadium in Los Angeles und dem Allegiant Stadium in Paradise (Nevada) die neuesten Stadien eröffnet. Die neuen Stadien für die Tennessee Titans (New Nissan Stadium, Eröffnung 2027) und die Buffalo Bills (New Highmark Stadium, Eröffnung 2026) sind im Bau. Das Bank of America Stadium der Carolina Panthers soll 2026 bis 2029 für 800 Millionen Dollar saniert werden. Die Jacksonville Jaguars planen von 2025 bis 2028 einen Stadion-Renovierung. Bei den Washington Commanders (New Commanders Stadium), den Cleveland Browns und den Chicago Bears gibt es Überlegungen für einen Neubau, das Stadion der Kansas City Chiefs, Arrowhead Stadium, soll einer umfassenden Sanierung unterzogen werden.

## Heimstadien
| Name                       | Lage                         | Mannschaft(en)                        | Eigentümer                                                                        | Eröffnung               | Kapazität | Baukosten                                     | Oberfläche                                       | Dachkonstruktion  | Koordinate                      | Foto außen | Foto innen |
| -------------------------- | ---------------------------- | ------------------------------------- | --------------------------------------------------------------------------------- | ----------------------- | --------- | --------------------------------------------- | ------------------------------------------------ | ----------------- | ------------------------------- | ---------- | ---------- |
| M&T Bank Stadium           | Baltimore (Maryland)         | Baltimore Ravens                      | Maryland Stadium Authority                                                        | 1998                    | 71.008    | 220 Mio. US-Dollar                            | Naturrasen: Bermuda-Gras Tifway 419              | Offen             | 1101 Russell Street             |            |            |
| Highmark Stadium           | Orchard Park (New York)      | Buffalo Bills                         | Erie County                                                                       | 1973                    | 71.608    | 22 Mio. US-Dollar                             | Kunstrasen: Astro-Turf Titan                     | Offen             | 1 Bills Drive                   |            |            |
| Paycor Stadium             | Cincinnati (Ohio)            | Cincinnati Bengals                    | Hamilton County                                                                   | 2000                    | 65.515    | 455 Mio. US-Dollar                            | Kunstrasen: Shaw Sports Momentum Pro             | Offen             | One Paul Brown Stadium          |            |            |
| Huntington Bank Field      | Cleveland (Ohio)             | Cleveland Browns                      | Stadt Cleveland                                                                   | 1999                    | 67.407    | 283 Mio. US-Dollar                            | Naturrasen: Kentucky Bluegrass                   | Offen             | 100 Alfred Lerner Way           |            |            |
| Empower Field at Mile High | Denver (Colorado)            | Denver Broncos                        | Metropolitan Football Stadium District                                            | 2001                    | 76.125    | 400,9 Mio. US-Dollar                          | Naturrasen: Kentucky Bluegrass                   | Offen             | 1701 Mile High Stadium Circuit  |            |            |
| NRG Stadium                | Houston (Texas)              | Houston Texans                        | Harris County Sports and Convention Corporation                                   | 2002                    | 71.500    | 352 Mio. US-Dollar                            | Kunstrasen: Hellas Matrix Turf                   | Schließbares Dach | 1 NRG Parkway                   |            |            |
| Lucas Oil Stadium          | Indianapolis (Indiana)       | Indianapolis Colts                    | Indiana Stadium and Convention Building Authority                                 | 2008                    | 62.421    | 720 Mio. US-Dollar                            | Kunstrasen: Shaw Sports Momentum Pro             | Schließbares Dach | 500 South Capitol Avenue        |            |            |
| TIAA Bank Field            | Jacksonville (Florida)       | Jacksonville Jaguars                  | Stadt Jacksonville                                                                | 1995                    | 66.851    | 121 Mio. US-Dollar                            | Naturrasen: Bermuda-Gras Tifway 419              | Offen             | 1 TIAA Bank Field Drive         |            |            |
| Arrowhead Stadium          | Kansas City (Missouri)       | Kansas City Chiefs                    | Jackson County Sports Complex Authority                                           | 1972 (Renovierung 2010) | 76.416    | 43 Mio. US-Dollar                             | Naturrasen: Latitude 36 Bermuda-Gras GameOnGrass | Offen             | 1 Arrowhead Drive               |            |            |
| Allegiant Stadium          | Paradise (Nevada)            | Las Vegas Raiders                     | Las Vegas Stadium Authority                                                       | 2020                    | 65.000    | 1,9 Mrd. US-Dollar                            | Naturrasen: Bermuda-Gras                         | Geschlossen       | 3333 Al Davis Way               |            |            |
| SoFi Stadium               | Inglewood (Kalifornien)      | Los Angeles Chargers Los Angeles Rams | StadCo LA, LLC                                                                    | 2020                    | 70.270    | 5–6 Mrd. US-Dollar                            | Kunstrasen: Hellas Matrix Turf                   | Geschlossen       | 1001 South Stadium Drive        |            |            |
| Hard Rock Stadium          | Miami Gardens (Florida)      | Miami Dolphins                        | Miami Dolphins Ltd.                                                               | 1987                    | 65.326    | 115 Mio. US-Dollar                            | Naturrasen: Bermuda-Gras Tifway 419              | Offen             | 347 Don Shula Drive             |            |            |
| Gillette Stadium           | Foxborough (Massachusetts)   | New England Patriots                  | The Kraft Group                                                                   | 2002                    | 65.878    | 325 Mio. US-Dollar                            | Kunstrasen: FieldTurf                            | Offen             | 1 Patriot Place                 |            |            |
| MetLife Stadium            | East Rutherford (New Jersey) | New York Jets New York Giants         | MetLife Stadium Company, LLC                                                      | 2010                    | 82.500    | 1,6 Mrd. US-Dollar                            | Kunstrasen: FieldTurf Core                       | Offen             | 1 MetLife Stadium Drive         |            |            |
| Acrisure Stadium           | Pittsburgh (Pennsylvania)    | Pittsburgh Steelers                   | Sports & Exhibition Authority of Pittsburgh and Allegheny County                  | 2001                    | 68.400    | 281 Mio. US-Dollar                            | Naturrasen: Kentucky Bluegrass                   | Offen             | 100 Art Rooney Avenue           |            |            |
| Nissan Stadium             | Nashville (Tennessee)        | Tennessee Titans                      | Metropolitan Government of Nashville and Davidson County                          | 1999                    | 69.143    | 290 Mio. US-Dollar                            | Naturrasen: Latitude 36 Bermuda-Gras GameOnGrass | Offen             | 1 Titans Way                    |            |            |
| State Farm Stadium         | Glendale (Arizona)           | Arizona Cardinals                     | Arizona Sports and Tourism Authority                                              | 2006                    | 63.400    | 455 Mio. US-Dollar                            | Naturrasen: Bermuda-Gras Tahoma 31               | Schließbares Dach | 1 Cardinals Drive               |            |            |
| Mercedes-Benz Stadium      | Atlanta (Georgia)            | Atlanta Falcons                       | Georgia World Congress Center Authority                                           | 2017                    | 71.000    | 1,6 Mrd. US-Dollar                            | Kunstrasen: FieldTurf Vertex Core                | Schließbares Dach | 1 AMB Drive NW                  |            |            |
| Bank of America Stadium    | Charlotte (North Carolina)   | Carolina Panthers                     | Stadt Charlotte                                                                   | 1996                    | 75.523    | 248 Mio. US-Dollar                            | Kunstrasen: FieldTurf Vertex Core                | Offen             | 800 South Mint Street           |            |            |
| Soldier Field              | Chicago (Illinois)           | Chicago Bears                         | Chicago Park District                                                             | 1924 (Umbau 2003)       | 61.500    | 13 Mio. US-Dollar (Umbau: 632 Mio. US-Dollar) | Naturrasen: Bermuda-Gras Tahoma31                | Offen             | 1410 South Museum Campus Drive  |            |            |
| AT&T Stadium               | Arlington (Texas)            | Dallas Cowboys                        | Stadt Arlington                                                                   | 2009                    | 80.000    | 1,3 Mrd. US-Dollar                            | Kunstrasen: Hellas Matrix Turf (SoftTop-System)  | Schließbares Dach | 1 AT&T Way                      |            |            |
| Ford Field                 | Detroit (Michigan)           | Detroit Lions                         | Detroit/Wayne County Stadium Authority                                            | 2002                    | 65.000    | 500 Mio. US-Dollar                            | Kunstrasen: FieldTurf                            | Geschlossen       | 2000 Brush Street               |            |            |
| Lambeau Field              | Green Bay (Wisconsin)        | Green Bay Packers                     | Stadt Green Bay and Green Bay/Brown County Professional Football Stadium District | 1957                    | 81.441    | 960.000 US-Dollar                             | Hybridrasen: EuroSportsTurf SISGrass             | Offen             | 1265 Lombardi Avenue            |            |            |
| U.S. Bank Stadium          | Minneapolis (Minnesota)      | Minnesota Vikings                     | Minnesota Sports Facilities Authority                                             | 2016                    | 66.665    | 1,061 Mrd. US-Dollar                          | Kunstrasen: ActGlobal Speed S5                   | Geschlossen       | 401 Chicago Avenue              |            |            |
| Caesars Superdome          | New Orleans (Louisiana)      | New Orleans Saints                    | The Louisiana Stadium and Exposition District                                     | 1975                    | 73.208    | 134 Mio. US-Dollar                            | Kunstrasen: ActGlobal Speed S5                   | Geschlossen       | 1500 Poydras Street             |            |            |
| Lincoln Financial Field    | Philadelphia (Pennsylvania)  | Philadelphia Eagles                   | Stadt Philadelphia                                                                | 2003                    | 69.176    | 512 Mio. US-Dollar                            | Naturrasen: NorthBridge Bermuda-Gras Tahoma 31   | Offen             | One Lincoln Financial Field Way |            |            |
| Levi’s Stadium             | Santa Clara (Kalifornien)    | San Francisco 49ers                   | Stadt Santa Clara                                                                 | 2014                    | 68.500    | 1,3 Mrd. US-Dollar                            | Naturrasen: Bermuda-Gras Tifway 419              | Offen             | 4900 Marie P DeBartolo Way      |            |            |
| Lumen Field                | Seattle (Washington)         | Seattle Seahawks                      | Washington State Public Stadium Authority                                         | 2002                    | 67.000    | 430 Mio. US-Dollar                            | Kunstrasen: FieldTurf Revolution 360             | Offen             | 800 Occidental Avenue South     |            |            |
| Raymond James Stadium      | Tampa (Florida)              | Tampa Bay Buccaneers                  | Hillsborough County                                                               | 1998                    | 65.857    | 168,5 Mio. US-Dollar                          | Naturrasen: Bermuda-Gras Tifway 419              | Offen             | 4201 North Dale Mabry Highway   |            |            |
| Northwest Stadium          | Landover (Maryland)          | Washington Commanders                 | Josh Harris                                                                       | 1997                    | 58.000    | 250,5 Mio. US-Dollar                          | Naturrasen: Latitude 36 Bermuda-Gras GameOnGrass | Offen             | 1600 FedEx Way                  |            |            |

## Weitere regelmäßig genutzte Stadien
| Name                            | Lage                 | Eigentümer                                                                                              | Eröffnung               | Kapazität | Oberfläche                                          | Dachkonstruktion  | Koordinate                      | Foto außen | Foto innen |
| ------------------------------- | -------------------- | --- | ----------------------- | --------- | --------------------------------------------------- | ----------------- | ------------------------------- | ---------- | ---------- |
| Aztekenstadion                  | Mexiko-Stadt         | Grupo Televisa                                                                                          | 1966                    | 81.070    | Hybridrasen: Tarkett Sports Playmaster/Kikuyu-Gras  | Offen             | Calzada de Tlalpan No. 3465     |            |            |
| Tom Benson Hall of Fame Stadium | Canton (Ohio)        | Hall of Fame Resort and Entertainment Company                                                           | 1938                    | 23.000    | Kunstrasen: FieldTurf                               | Offen             | 2121 George Halas Drive NW      |            |            |
| Tottenham Hotspur Stadium       | Tottenham, London    | Tottenham Hotspur                                                                                       | 2019                    | 62.850    | Kunstrasen: Turf Nation                             | Offen             | 782 High Road                   |            |            |
| Wembley-Stadion                 | Wembley, London      | The Football Association                                                                                | 2007                    | 90.000    | Hybridrasen: Desso Grassmaster                      | schließbares Dach | Olympic Way                     |            |            |
| Allianz Arena                   | Fröttmaning, München | Allianz Arena München Stadion GmbH (FC Bayern München)                                                  | 2005                    | 70.000    | Naturrasen: Wiesen-Rispengras                       | Offen             | Werner-Heisenberg-Allee 25      |            |            |
| Deutsche Bank Park              | Frankfurt am Main    | Sportpark Stadion Frankfurt am Main Gesellschaft für Projektentwicklungen mbH (Stadt Frankfurt am Main) | 1925 (Umbau 2005)       | 51.500    | Naturrasen                                          | Schließbares Dach | Mörfelder Landstraße 362        |            |            |
| Arena Corinthians               | São Paulo            | Sport Club Corinthians Paulista                                                                         | 2014                    | 49.205    | Hybridrasen: Desso Grassmaster/Deutsches Weidelgras | Offen             | Avenida Miguel Ignácio Curi 111 |            |            |
| Olympiastadion                  | Berlin               | Olympiastadion Berlin GmbH                                                                              | 1936                    | 73.846    | Hybridrasen: Wiesen-Rispengras/Deutsches Weidelgras | Offen             | Olympischer Platz 3             |            |            |
| Estadio Santiago Bernabéu       | Madrid               | Real Madrid                                                                                             | 1947 (Renovierung 2024) | 78.297    | Hybridrasen                                         | Schließbares Dach | Avenida de Concha Espina 1      |            |            |
| Croke Park                      | Dublin               | Gaelic Athletic Association                                                                             | 1913 (Renovierung 2004) | 82.300    | Naturrasen: Wiesen-Rispengras/Deutsches Weidelgras  | Offen             | Jones’ Road                     |            |            |